# Vier gewinnt (Fernsehshow)
4 Gewinnt – Die Meinungsshow war eine wöchentliche Sendung auf n-tv, die 2011 mit 35 Folgen ausgestrahlt wurde.

## Inhalt
Vier Prominente aus Journalismus, Kabarett und Kultur ordneten die politischen Themen der Woche ein.
Die Sendung unterschied sich von klassischen Talksendungen dadurch, dass keine Politiker oder Vertreter von Lobbyverbänden eingeladen wurden. Statt eines Moderators gab eine Stimme aus dem Off die Themen und Fragen vor. Die Stimme wurde meistens von Friedrich Küppersbusch gesprochen.
Regelmäßige Gäste der Sendung waren zum Beispiel taz-Chefredakteurin Ines Pohl, BILD-Vizechef Nikolaus Blome, n-tv Politikjournalist Heiner Bremer, Jan Fleischhauer vom Spiegel, der Schweizer Journalist Frank A. Meyer, Radiomoderator Jürgen Kuttner und Fernsehmoderatorin Ruth Moschner sowie die Kabarettisten Ingo Appelt, Serdar Somuncu und Hella von Sinnen.
Die Sendung wurde von der Produktionsfirma probono Fernsehproduktion GmbH produziert und lief immer donnerstags um 23.05 Uhr, freitags um 14:30 Uhr und sonntags um 11:30 auf n-tv. Die Pilotsendung wurde am 30. Juni 2010 auf n-tv ausgestrahlt. Die einzelnen Folgen liefen ab 13. Januar 2011 wöchentlich auf n-tv.